# Lista de mapas de Counter-Strike
Esta é uma lista de mapas de Counter-Strike, um popular jogo de computador online de tiro em primeira pessoa. Diferentes versões do jogo possuem diferentes mapas mas de forma geral os mapas de versões anteriores são também migrados para versões posteriores.

## Mapas
Existem cinco tipos principais de mapas no Counter-Strike, além de inúmeras versões alternativas com regras distintas. Cada variação é distinta pelo prefixo do nome do mapa, como indicado abaixo. Um mapa representa um ambiente virtual no qual as rodadas são disputadas. Cada um oferece determinadas áreas específicas para compra de equipamentos, resgate de reféns, detonação de bomba, entre outros.

### Mapas oficiais
Mapas de reféns (prefixo cs_)
O mapa contém vários reféns mantidos sob a guarda dos terroristas. Estes últimos, devem impedir que os contra-terroristas tenham sucesso no resgate destes reféns. Este tipo de mapa não é muito bem recebido em campeonatos, por oferecer uma certa vantagem para o time dos terroristas. Se, no mínimo, metade dos reféns forem salvos, os Contra-Terroristas ganham a rodada, recebendo, no início do próximo turno, $2500 cada um. Em alguns servidores, o assassinato dos reféns (-$500 cada) pelos terroristas é uma atitude punida, sendo que geralmente o assassino de cinco reféns acaba sendo expulso do servidor. O primeiro contra-terrorista a entrar em contato com um refém recebe $50, e ao entregá-lo em um lugar seguro, recebe $500 por cada um salvo. Os mapas desse tipo mais conhecidos são : cs_italy, cs_assault, cs office e cs_agency.  O mapa cs_rio, apesar de ser famoso em nível nacional, não é um mapa oficial.
Mapas de assassinato (prefixo as_)
No início de cada rodada um dos contra-terroristas é escolhido para ser um VIP, não podendo comprar nenhuma arma, porém equipado com um colete especial de força "200" e uma pistola para defesa. Ele deve ser escoltado por seus companheiros de equipe até um ponto de entrega (geralmente na base dos terroristas). O time adversário deve localizar o VIP e eliminá-lo. A rodada termina imediatamente se isto ocorrer, dando a vitória aos terroristas. E, caso o tempo acabe e o VIP não estiver no ponto de entrega, os terroristas vencem, já que os contra-terroristas não conseguiram cumprir a missão de entregar o VIP.
Algumas armas são proibidas para ambos os lados, os contra-terroristas não podem usar armas de franco atirador (AWP e Scout). Enquanto os terroristas não podem usar as armas: XM1014, MP5, P90, Scout, SG552, G3SG1 e M249
Poucos jogam esses mapas, e por fim foram extintos do jogo. Motivos para seu repúdio incluem o fato de que o jogador escolhido para ser o VIP perde todas as armas e por causa da grande vantagem dos terroristas: caso eliminem o VIP, os terroristas ganham. Para que a rodada não termine rápido, dando a vitória a os terroristas. Os mapas mais conhecidos desse tipo são :as_oilrig e as_tundra.
Mapas de detonação (prefixo de_)
Nestes mapas o objetivo da equipe terrorista é detonar um artefato explosivo (bomba C4) num dos pontos de detonação possíveis (Na maioria dos mapas sendo 2 pontos de detonação). A bomba C4 só pode ser colocada em uma dessas zonas pré-determinadas, também chamadas de bombs sendo o bomb A e o bomb B. Se os Terroristas não conseguirem detoná-la ou se estes mesmos forem eliminados e a bomba não for plantada os contra-terroristas ganham a rodada.
Os contra-terroristas ganham se eliminarem toda a equipe adversária antes da armação da bomba, se desativarem a bomba (o que pode ser agilizado com o auxílio de um kit de desarmamento, o defuser) ou ainda se até o término da rodada os terroristas não conseguirem armar a bomba. Os mapas mais populares desse tipo incluem de_mirage, de_dust2, de_vertigo, de_nuke, de_overpass, de_ancient, entre outros

### Mapas não oficiais
Os mapas a seguir foram criados por fãs após a grande popularização do jogo em todo o mundo.
Mapas de Surf (prefixo surf_)
Modo de jogo baseado num "bug" descoberto por um jogador. Ele criou o mapa surf_the-gap utilizando o bug, e desde então, outros mapas foram criados e o surf tem cada vez mais jogadores. Hoje o mapa mais popular é o surf_ski_2, onde o objetivo é eliminar a equipe adversária. Existem inúmeros outros mapas, designados para "Freestyle", onde o objetivo é fazer manobras, ou para "Speedrun", mapas onde o jogador precisa passar de vários níveis e chegar no fim do curso o mais rápido o possível.
Mapas de atiradores de elite (prefixo awp_)
Nestes mapas só é permitido a arma awp e pistolas. Os mais conhecidos desse tipo são : awp_india e  awp_dust.
Mapas de arma única (prefixo aim_)
Nestes mapas todos os jogadores recebem uma única arma e, assim como os mapas de luta, só ocorre resultado quando toda a equipe adversária é eliminada. Geralmente este tipo de mapa é usado por clãs para treinar a mira de seus membros com cada uma das armas (como o nome "aim", que significa "mira" em inglês, já sugere).
Normalmente, cada time só tem acesso a dois tipos de arma. Por exemplo: o time terrorista tem acesso ao seu rifle principal de guerrilha, a famosa Avtomatik Kalashnikov, modelo de fabricação ano 1947 (mais conhecida como AK-47), e também a Artic Warfare Magnum (comumente chamada de AWP), o time contra-terrorista por sua vez, tem acesso ao seu principal rifle, a famosa Colt M4A1 Carbine, e também tem acesso à AWP. Os mapas mais populares deste tipo são aim_ak_colt, aim_awp, aim_usp e aim_headshot.
Mapas de facas (prefixo ka_)
Nestes mapas somente o uso da faca é permitido, entretanto existem locais secretos no qual os jogadores podem trapacear comprando outras armas. Dentre os mais famosos, pode-se destacar ka_colosseum, ka_matrix e ka_radical.
Mapas de granadas (prefixo he_)
São mapas em que só é permitido usar facas e granadas de forte explosão (chamadas HE Grenade). Os mais conhecidos desse tipo são : he_glass e he_tennis.
Mapas de campo de luta (prefixo fy_)
Neste mapas não existe objetivo a não ser apenas eliminar os inimigos. Dependendo do mapa, os jogadores tem acesso a todas as armas do jogo, que já estão espalhadas pelo chão do cenário. A vitória só ocorre quando todo o time adversário é eliminado. Os mais populares mapas desse tipo são fy_pool_day, fy_iceworld e fy_snow.
Mapas de Regaste de Reféns e Detonação (prefixo csde_)
Mapa extremamente técnicos, quase nunca visto em servidores, devido a sua falta de aceitação por muitos jogadores, nesses mapas, o objetivo é duplo. Existem reféns para serem resgatados e um local ou mais locais de bomba a serem detonados, a princípio a vitória caso nenhum dos objetivos seja cumprido é dos contra terroristas, porém caso os terroristas armem a bomba, os CTs são obrigados a desarmar ela ou resgatar todos os reféns antes que ela detone.
Contra terroristas não podem comprar kit de desarmamento nesse tipo de mapa;
Mapas de Zumbi (prefixo zm_)
Geralmente são modificações de mapas originais como de_dust2 que se transformaram em zm_dust2 para os mods de zombie (Biohazard, Zombie Infection Mod, Zombie Mod, Zombie Swarm 2.4, Zombie Plague 3.88, Zombie 28 Weeks later), que contém alguns pontos seguros como caixotes altos onde zumbis não alcançam.
Geralmente também há acessórios para humanos escondidos nos mapas, como coletes, que geralmente auxiliam na proteção contra eventuais infecções, há também granadas de destruição, e armas.
Mapas de DeathRun (prefixo deathrun_)
Mapas em que o terrorista deve matar seus inimigos derrubando-os com armadilhas espalhadas pelo mapa. Os contra-terroristas devem ir até o final do mapa, seja fazendo uso do "bunny hop" ou apenas pulando, normalmente.

### Outros mapas
Mapas de fuga (prefixo es_)
Este tipo de mapa não foi muito popularizado, já que aparentemente foi cancelado antes do jogo ser lançado, entretanto, o objetivo dos times era quase o mesmo dos mapas de assassinato, porém os terroristas deviam escapar a um ponto de fuga, e os contra-terroristas deviam impedi-los. Se mais da metade do time Terrorista fugisse, ou todo o time CT fosse eliminado, a vitória seria dos Terroristas. Caso contrário, a vitória iria para o time CT.
Mapas de futebol (prefixo sj_)
Aparecido em 2006, já jogado por muitos, os mapas de "Futebol" tem como objetivo marcar golos no adversário, o jogador pode apenas usar uma faca, podendo matar também com a bola, existem poderes para ele, que são agi de agilidade, str de força, vit de vitalidade, disarm de disarmar o adversário e dex para dextreza.
Mapas de escalada (Kreedz, prefixo oficial kz_)
Consiste em mapas onde o objetivo é escalar até o final do mapa em menos tempo com apenas uma faca ou USP. É um estilo de jogo, uma variação do Counter-Strike original onde você descobre que se tornou outro jogo, com desafios, técnicas e estilo de jogo totalmente diferente.
Está cada vez mais famoso e jogado no mundo e principalmente no Brasil, onde cada vez mais temos mais jogadores ativos.
Os primeiros mapas foram criados pelo mapper Kreedz em 2004. Hoje existem pelo menos 574 mapas oficiais e 510 mapas não-oficiais. O sistema oficial do jogo consiste em gravar demos de você zerando em certo tempo e depois mandar essa mesma demo para sua comunidade e se for um tempo menor e mais rápida, você baterá o recorde. A demo será exposta na comunidade deixando a mostra para todos assistirem. Existem inúmeros sites, clans e comunidades de Kreedz hoje.
Hoje o Brasil conta com seis recordes mundiais, no rank #14 mundial.
Mapas de resgate de zumbis (prefixo cszm_)
Criado em 2008, nele os reféns são zumbis, geralmente usando os modelos de zumbi do Half-Life e objetivo é levá-los a um lugar mais seguro. O prefixo cszm é uma junção dos prefixos cs_(mapas de reféns) e zm_(mapas de zumbis).
Mapas de presídio(prefixo jail_)
Não se sabe ao certo quando esse tipo de jogo foi criado, ele consiste em um presídio onde os guardas tem de controlar a rebelião dos prisioneiros, quando controlada os guardas fazem brincadeiras com os prisioneiros.
No jogo existem vários tipos de itens para que os guardas e prisioneiros possam comprar, um exemplo deles são: armas, mais vida, colete, invencibilidade, invisibilidade, entre outros.
No presídio existe um dia especial chamado de Freeday, onde os guardas são obrigados a deixar o prisioneiros livres para fazer o que eles quiserem no mapa.
Outros tipos de mapas
Sempre estão inventando novo estilos de mapas como glass_(mapas de base de vidro) ou pb_(paintball) e etc.

## Lista
| Nome              | Tamanho | Nível      | Oficial | Favorável a                      |
| ----------------- | ------- | ---------- | ------- | -------------------------------- |
| aim_arena         | médio   | simples    | não     | Balanceado                       |
| aim_headshot      | pequeno | simples    | não     | Balanceado                       |
| aim_ak47_colt     | pequeno | simples    | sim     | Balanceado                       |
| aim_awp           | médio   | simples    | sim     | Balanceado                       |
| cs_chaves         | médio   | simples    | não     | Balanceado                       |
| cs_big_brother    | grande  | complicado | não     | Balanceado                       |
| cs_spider         | pequeno | simples    | não     | Balanceado                       |
| cs_747            | grande  | médio      | sim     | Terroristas                      |
| cs_assault        | grande  | simples    | sim     | Terroristas                      |
| cs_backalley      | médio   | complexo   | sim     | Terroristas                      |
| cs_estate         | grande  | médio      | sim     | Terroristas                      |
| cs_havana         | grande  | complexo   | sim     | Balanceado                       |
| cs_italy          | grande  | médio      | sim     | Terroristas                      |
| cs_militia        | médio   | simples    | sim     | Terroristas                      |
| cs_office         | grande  | complexo   | sim     | Balanceado                       |
| cs_siege          | gigante | simples    | sim     | Balanceado                       |
| cs_home           | médio   | simples    | não     | Balanceado                       |
| cs_aaa            | médio   | médio      | não     | Balanceado                       |
| cs_afghan         | gigante | médio      | não     | Balanceado                       |
| cs_balkanconflict | médio   | médio      | não     | Balanceado                       |
| cs_rio            | pequeno | complexo   | não     | Terroristas                      |
| de_airstrip       | médio   | simples    | sim     | Balanceado                       |
| de_aztec*         | grande  | simples    | sim     | Contra-Terroristas               |
| de_cbble          | gigante | simples    | sim     | Terroristas                      |
| de_chateau        | médio   | médio      | sim     | Balanceado                       |
| de_dust           | médio   | simples    | sim     | Contra-Terroristas               |
| de_dust2          | grande  | simples    | sim     | Terroristas                      |
| de_dust2_fundo    | pequeno | simples    | não     | Terroristas                      |
| de_dust_so_fundo  | pequeno | simples    | não     | terroristas                      |
| de_inferno        | grande  | complexo   | sim     | Terroristas                      |
| de_nuke           | grande  | médio      | sim     | Contra-Terroristas               |
| de_piranesi       | gigante | médio      | sim     | Balanceado                       |
| de_prodigy        | médio   | complexo   | sim     | Balanceado                       |
| de_rats           | grande  | complexo   | não     | Balanceado                       |
| de_rats2          | grande  | complexo   | não     | balanceado                       |
| de_storm          | médio   | médio      | sim     | Terroristas                      |
| de_sparta         | médio   | médio      | não     | Terroristas                      |
| de_survivor       | médio   | simples    | sim     | Contra-Terroristas               |
| de_torn           | médio   | simples    | sim     | Balanceado                       |
| de_train          | grande  | complexo   | sim     | Contra-Terroristas               |
| de_vertigo        | grande  | médio      | sim     | Balanceado                       |
| de_westwood       | médio   | simples    | não     | Terroristas                      |
| he_glass          | pequeno | medio      | não     | balanceado                       |
| he glass2         | pequeno | simples    | não     | balanceado                       |
| as_oilrig         | grande  | complexo   | sim     | Terroristas                      |
| fy_iceworld       | pequeno | simples    | não     | Balanceado                       |
| fy_pool_day       | pequeno | simples    | não     | Balanceado                       |
| fy_pool_day2      | grande  | complexo   | não     | Balanceado                       |
| fy_pool_suite     | grande  | complexo   | não     | Balanceado                       |
| fy_simpsons       | pequeno | medio      | não     | balanceado                       |
| fy_snow           | pequeno | simples    | não     | Balanceado                       |
| scoutzknives      | pequeno | simples    | não     | Balanceado                       |
| zm_dust2          | grande  | simples    | sim     | Terroristas/Zumbis               |
| zm_route13        | gigante | simples    | nao     | Contra-Terroristas/Sobreviventes |
| zm_lila_panic     | medio   | complexo   | nao     | Balanceado                       |

| Nome        | Tamanho | Nível   | Oficial | Favorável a |
| ----------- | ------- | ------- | ------- | ----------- |
| de_dust2_cz | médio   | simples | sim     | Balanceado  |
| de_torn_cz  | médio   | médio   | sim     | Balanceado  |

| Nome        | Tamanho | Nível    | Oficial | Favorável a        |
| ----------- | ------- | -------- | ------- | ------------------ |
| cs_compound | gigante | simples  | sim     | Balanceado         |
| cs_italy    | grande  | médio    | sim     | Terroristas        |
| cs_militia  | médio   | simples  | sim     | Terroristas        |
| cs_office   | grande  | complexo | sim     | Balanceado         |
| cs_havana   | grande  | meido    | sim     | Balanceado         |
| cs_assault  | médio   | médio    | sim     | Terroristas        |
| de_aztec    | grande  | simples  | sim     | Contra-Terroristas |
| de_cbble    | grande  | simples  | sim     | Contra-Terroristas |
| de_dust     | médio   | simples  | sim     | Contra-Terroristas |
| de_dust2    | médio   | simples  | sim     | Terroristas        |
| de_inferno  | grande  | complexo | sim     | Contra-Terroristas |
| de_nuke     | grande  | médio    | sim     | Balanceado         |
| de_piranesi | gigante | média    | sim     | Balanceado         |
| de_prodigy  | médio   | complexo | sim     | Balanceado         |
| de_train    | médio   | complexo | sim     | Balanceado         |
| de_tides    | médio   | complexo | sim     | Balanceado         |
| de_port     | grande  | complexo | sim     | Contra-Terroristas |

- Apesar de ser um dos mapas mais populares, alguns campeonatos não incluem o mapa para o campeonato, devido a grande vantagem que os contra terroristas tem.